# 褐長孔錦鳚
褐長孔錦鳚（学名：Bothrocara brunneum），又名綿鳚，为條鰭魚綱鱸形目綿鳚科長孔綿鳚屬下的一个种。该物种主要分布于东北太平洋，北至白令海，南至旧金山沿岸。栖息深度为610米至1829米。